# 村上吉子
村上 吉子（むらかみ きつこ／よしこ、寛永18年（1641年） - 正徳2年7月23日（1712年8月24日））は、江戸時代前期から中期に水戸藩に仕えた老女。候名は左近局。2代藩主光圀の信頼厚く、その臨終の際は女性で唯一近侍を許され看護にあたった。

## 生涯
父は村上長治。京で生まれる。幼名はせつ（世津・節）。兄弟の数は不明であるが、末子であったらしい。
母の婦喜は、もともと水戸藩初代藩主頼房の長女・通子の乳母であった。寛永20年（1643年）、通子と権大納言松殿道昭が婚約したので、再び望まれて江戸に下り通子に仕え、せつも同道した。しかし松殿道昭は婚礼前に死去し、母は6年ほどで暇をもらい、またせつとともに京に帰った。
承応2年（1653年）暮れ、近衛信尋の娘・泰姫と水戸藩の世子・光圀の婚約が整ったため、泰姫の侍女に選ばれて、近衛家桜御所にあがった。翌3年（1654年）春、泰姫の輿に従い江戸に下る。左近局は15歳、泰姫は2歳年上の17歳であった。泰姫が万治元年（1658年）21歳で死去した後も、そのまま水戸藩に仕えて奥向きを取り仕切った。
元禄13年12月6日（1701年1月14日）、光圀の臨終の際は、女性としてただ一人、許されて枕頭に侍し、最期を看取った。光圀死去を機に引退を望んだが許されず、66歳位まで奥を任された。引退後出家し、一静と名乗る。正徳2年（1712年）、72歳で死去。水戸の清厳寺に葬られた。
なお、生涯未婚であったが、一男二女の養子があった。

## 人物像
安藤年山が『年山紀聞』に記したところを意訳すると、「10人並み以上のなかなかの美人で、長い宮仕えの間も常につつましく怠りなく、忠実で平静な心映えで、出しゃばったり贔屓をしたり、あるいは人を貶したりは決してしない。いつも状況を見て的確に対応し、事を荒立てないで上手に処理する。顔も美しいが心はもっと美しい、と人々は評判する。その上光圀と泰姫を見習って学問にも励み、漢文の書物もよく読み、文章も本格的であり、漢詩や和歌にも優れている。見た目は子どもっぽく頼りなげであるが、何事もよくわかっていて、どんなことにも的確な答えが返ってくる。男ならばあっぱれ重鎮となるべき器の人である。」と述べ、褒めすぎと思うかもしれないが、実際見事な人なのだと評している。また、安積澹泊も「水戸藩に仕えること30余年、奥向きのものは皆慕っていた」と記している。
和歌の才は高く評価され、没後に安藤年山により『蝶夢集』という歌集が編集されたことが記録に残っているが、この『蝶夢集』は現存していない。この編集の元となったと思われる、左近局自筆の歌集『左近詠草』が養女の嫁ぎ先を通じて残されており、水戸市指定文化財となっている。また、水戸市の常照寺に、光圀の自筆の「楷法千字文」が左近局によって奉納され、現存している。『左近詠草』の奉納の詞書によると、漢文を習得しようと苦心していた左近局に対し、千字文を習熟すれば後は自然と進歩するだろうと、手ずから筆写して下さったものである、という。